# Backspacer Tour
Il Backspacer Tour è un tour dei Pearl Jam svolto tra il 2009 e il 2010 per promuovere il loro album Backspacer.
Anche questo tour è stato documentato dai Bootleg ufficiali poi venduti sul sito ufficiale.

## Date

### Europa
- 11/8/09 -  Regno Unito, Londra, O2 Shepherd's Bush Empire
- 13/8/09 -  Paesi Bassi, Rotterdam, Ahoy Rotterdam
- 15/12/09 -  Germania, Berlino, Wuhlheide
- 17/12/09 -  Regno Unito, Manchester, Manchester Evening News Arena
- 18/12/09 -  Regno Unito, Londra, The O2 Arena

### Nord America
- 21/8/09 -  Canada, Toronto, Molson Amphitheatre
- 23/8/09 -  Stati Uniti, Chicago, United Center
- 24/8/09 -  Stati Uniti, Chicago, United Center
- 28/8/09 -  Stati Uniti, San Francisco, Golden Gate Park
- 21/9/09 -  Stati Uniti, Seattle, KeyArena
- 22/9/09 -  Stati Uniti, Seattle, KeyArena
- 25/9/09 -  Canada, Vancouver, General Motors Place
- 26/9/09 -  Stati Uniti, Ridgefield, The Amphitheater at Clark County
- 28/9/09 -  Stati Uniti, West Valley City, E-Center
- 30/9/09 -  Stati Uniti, Los Angeles, Gibson Amphitheatre
- 1/10/09 -  Stati Uniti, Los Angeles, Gibson Amphitheatre
- 4/10/09 -  Stati Uniti, Austin, Ziker Park
- 6/10/09 -  Stati Uniti, Los Angeles, Gibson Amphitheatre
- 7/10/09 -  Stati Uniti, Los Angeles, Gibson Amphitheatre
- 9/10/09 -  Stati Uniti, San Diego, Viejas Arena
- 27/10/09 -  Stati Uniti, Filadelfia, Wachovia Spectrum
- 28/10/09 -  Stati Uniti, Filadelfia, Wachovia Spectrum
- 30/10/09 -  Stati Uniti, Filadelfia, Wachovia Spectrum
- 31/10/09 -  Stati Uniti, Filadelfia, Wachovia Spectrum

### Oceania
- 14/11/09 -  Australia, Perth, Members Equity Stadium
- 17/11/09 -  Australia, Adelaide, Adelaide Oval
- 20/11/09 -  Australia, Melbourne, Etihad Stadium
- 22/11/09 -  Australia, Sydney, Sydney Football Stadium
- 25/11/09 -  Australia, Brisbane, Queensland Sport and Athletics Centre
- 27/11/09 -  Nuova Zelanda, Auckland, Mount Smart Stadium
- 29/11/09 -  Nuova Zelanda, Christchurch, Lancaster Park

### Nord America
- 1/5/10 -  Stati Uniti, New Orleans, Fair Grounds Race Course
- 3/5/10 -  Stati Uniti, Kansas City, Sprint Center
- 4/5/10 -  Stati Uniti, Saint Louis, Scottrade Center
- 6/5/10 -  Stati Uniti, Columbus, Nationwide Arena
- 7/5/10 -  Stati Uniti, Noblesville, Verizon Wireless Music Center
- 9/5/10 -  Stati Uniti, Cleveland, Quicken Loans Arena
- 10/5/10 -  Stati Uniti, Buffalo, HSBC Arena
- 13/5/10 -  Stati Uniti, Bristow, Jiffy Lube Live
- 15/5/10 -  Stati Uniti, Hartford, XL Center
- 17/5/10 -  Stati Uniti, Boston, TD Garden
- 18/5/10 -  Stati Uniti, Newark, Prudential Center
- 20/5/10 -  Stati Uniti, New York, Madison Square Garden
- 21/5/10 -  Stati Uniti, New York, Madison Square Garden

### Europa
- 22/6/10 -  Irlanda, Dublino, The O2
- 23/6/10 -  Regno Unito, Belfast, Odyssey Arena
- 25/6/10 -  Regno Unito, Londra, Hyde Park
- 27/6/10 -  Paesi Bassi, Nimega, Goffert Park
- 30/6/10 -  Germania, Berlino, Waldbühne
- 1/7/10 -  Polonia, Gdynia, Lotnisko Gdynia-Kosakowo
- 3/7/10 -  Francia, Arras, Citadelle Vauban
- 4/7/10 -  Belgio, Werchter, Werchter Festival Grounds
- 6/7/10 -  Italia, Venezia, Parco San Giuliano
- 9/7/10 -  Spagna, Bilbao, Monte Cobetas
- 10/7/10 -  Portogallo, Oeiras, Passeio Marítimo de Alges

## Formazione
- Jeff Ament - Basso
- Stone Gossard - Chitalla ritmica
- Mike McCready - Chitarra solista
- Eddie Vedder - Voce e Chitarra
- Matt Cameron - Batteria

Musicisti aggiuntivi:
- Boom Gaspar - Hammond B3 e tastiere